# Navíjení tekutého vlákna
Efekt navíjení tekutého vlákna (coiling effect), je jev z oblasti mechaniky tekutin, při kterém tenký proud viskózní kapaliny, nalévaný z dostatečné výšky na povrch, vytváří neustále rotující spirálovou strukturu. Tento efekt je způsoben nestabilitou při vzpěru, kdy se původně vertikální proud kapaliny stává nestabilním vůči ohybové deformaci pod axiálním tlakovým napětím.
Vlákno může měnit svůj tvar třemi způsoby: natahováním, ohýbáním a kroucením. Každá z těchto deformací naráží na odpor ve formě viskózních sil. Tvar vlákna je ovlivněn rovnováhou mezi těmito silami a setrvačností kapaliny. Povrchové napětí, ačkoliv je v dynamice tekutin obvykle významné, zde hraje pouze vedlejší roli.